# 소니 뮤직 엔터테인먼트
소니 뮤직 엔터테인먼트(영어: Sony Music Entertainment Inc.)는 미국의 레코드 레이블 그룹이다. 현재 세계 3대 메이저 레이블로 손꼽히고 있다. 본래 CBS 레코드(영어: CBS Records)였으나, 1988년에 일본 소니의 미국 자회사인 소니 코퍼레이션 오브 아메리카에 인수되어 소니 뮤직 엔터테인먼트로 개명했다. 2004년에 BMG와의 합병에 의해서 소니BMG이 되었다. 2008년에 독일의 베르텔스만이 보유하고 있던 소니 BMG의 지분 50%를 소니가 모두 취득하면서 다시 회사명을 소니 뮤직으로 변경하였다.

## 인수 회사
- 컬럼비아 레코드
- 에픽 레코드
- RCA 레코드
- 좀바 레이블 그룹 -( 아리스타 레코드, 라페이스 레코드, 자이브 레코드 )
- Legacy Recordings
- Sony Music Nashville
- Provident Music Group
- Sony Masterworks
- RED Distribution
- Syco Music
- Sony Music International Companies

## 같이 보기
- CF Top 20